# Sobibor (film)
Sobibor (Russisch: Собибор) is een oorlogsfilm uit 2018, geregisseerd door Konstantin Khabensky. De hoofdrollen worden vertolkt door Konstantin Khabensky (tevens regiedebuut) en Christopher Lambert en vertelt het waargebeurde verhaal dat zich afspeelt in 1943, waar honderden Joodse gevangenen een opstand in het vernietigingskamp Sobibor voerden.

## Verhaal
De voormalige Luitenant van het Rode Leger van Joodse afkomst, Alexander Pechersky wordt overgebracht naar het vernietigingskamp in Sobibór op het grondgebied van Nazi-Duitsland. Als ooggetuige van de Holocaust en ervaren geweld en wreedheden door de kampbewakers, besluit Pechersky in het kamp een samenzwering vast te stellen bestaande uit Sovjet-gevangenen en Poolse Joden. Nadat Pechersky daar drie weken heeft doorgebracht, komen de Joodse gevangenen in opstand en weten honderden van hen te ontsnappen.

## Rolverdeling
| Acteur               | Personage                   |
| -------------------- | --------------------------- |
| Konstantin Khabensky | Alexander 'Sasha' Pechersky |
| Christopher Lambert  | Karl Frenzel                |
| Maria Kozjevnikova   | Selma Wijnberg              |
| Michalina Olszanska  | Hanna                       |
| Philippe Reinhardt   | Siegfried Greitschus        |
| Maximilian Dirr      | Johann Neumann              |
| Mindaugas Papinigis  | Berg                        |
| Wolfgang Cerny       | Gustav Wagner               |
| Félice Jankell       | Luca                        |

## Varia
- De film werd geselecteerd als de Russische inzending voor de Oscar voor beste niet-Engelstalige film op de 91ste Oscaruitreiking, maar werd niet genomineerd.[1][2]
- De Nederlandse acteur Joshua Rubin speelde in de film de rol van Jakob.[3]
- Eerder verscheen in 1987 de Britse oorlogsfilm Escape from Sobibor met dezelfde gebeurtenis.[4]